# Карін Сержері
Карін Сержері  (англ. Karine Sergerie, 2 лютого 1985) — канадська тхеквондистка, олімпійська медалістка.

## Виступи на Олімпіадах
| Олімпіада  | Дисципліна | Місце |
| ---------- | ---------- | ----- |
| Пекін 2008 | до 67 кг   | 2     |